# Umeå skytteförening
Umeå skytteförening är en skytteförening bildad 1861, och är idag en av Sveriges mest framgångsrika skytteföreningar.[källa behövs]
Numera bedrivs aktiviteter inom de fyra gevärsgrenarna bana 300 m, fältskytte, luftgevär 10 m och korthåll 50 m. År 2005 arrangerade föreningen SM i luftgevär, 10 m. Bland Umeå skytteförenings framgångar på senare år märks bland annat SM-guldet 2001 i lag i grenen korthåll 50 m, då även junioren Lars Möllsten blev tvåa individuellt efter att förlorat i särskjutning mot legenden Thomas Holmlund från Vännäs.
Föreningen finns även omnämnd i Umeå kommuns utställning på Gammliahallen som Umeås äldsta idrottsförening

## Fotnoter
1. ↑  SM i skytte till Umeå, www.umea.se, 2005-03-24
2. ↑  ”www.AC-Skytte.com - SM 2001-07-29”. Arkiverad från originalet den 4 mars 2016. https://web.archive.org/web/20160304134409/http://www.ac-skytte.com/resultat/010728KH.PDF. Läst 28 mars 2008.